# Leon Dołżycki
Leon Dołżycki (ur. 20 marca 1888 we Lwowie, zm. 20 września 1965 w Krakowie) – polski malarz, rysownik, grafik, pedagog i scenograf.

## Życiorys
W latach 1907–1912 studiował malarstwo w Akademii Sztuk Pięknych w Krakowie u Józefa Unierzyskiego, Ferdynanda Ruszczyca i Józefa Mehoffera. W latach 1911–1912 odbył podróże artystyczne po krajach Europy. W 1912 osiadł we Lwowie i rozpoczął pracę jako nauczyciel rysunku w szkołach średnich. W 1914 wstąpił w szeregi Legionów Polskich, od lutego do września 1915 walczył w służbie liniowej. Od lipca 1915 zaszeregowano go do kompanii sztabowej III Brygady, a następnie do 6 kompanii 4 Pułku Piechoty. Zwolniony ze służby na początku 1916 ze względu na pogarszający się stan zdrowia, powrócił do Lwowa do pracy pedagoga. W 1918 zamieszkał na rok w Borysławiu, po czym przeprowadził się do Poznania. Poza nauczaniem był również scenografem Teatru Wielkiego (sezony 1919/1920 i 1920/1921, w czasie późniejszym 1930/1931 i 1932/1933). W 1922 przeniósł się do Bydgoszczy, ale siedem lat później powrócił do Poznania. Nie był to powrót na stałe, w 1936 zamieszkał w Warszawie i tam spędził okupację działając w tajnym nauczaniu. W 1945 wyprowadził się do Krakowa, gdzie wykładał w Akademii Sztuk Pięknych, po roku przeprowadził się do Wrocławia i w tamtejszej Wyższej Szkole Sztuk Plastycznych wykładał do przejścia na emeryturę w 1949.
Tworzył graficzne portrety, martwe natury, pejzaże i sceny sportowe. Współpracował z wieloma grupami artystycznymi m.in. Formistami, Plastyką, Awangardą, Jednorogiem i Nową Generacją. Wielokrotnie prezentował prace na wystawach zbiorowych i indywidualnych. W 1928 wziął udział w Olimpijskim Konkursie Sztuki i Literatury w dziedzinie malarstwa, prezentując obraz Na starcie (nie uzyskał wyróżnienia).
Odznaczony Krzyżem Kawalerskim Orderu Odrodzenia Polski (1954).

## Dzieła
- Żałobnica (1922),
- Kolarze (1956),
- Szermierze (1961)